# Złatinica
Złatinica (bułg. Златиница) – wieś w południowo-wschodniej Bułgarii, w obwodzie Jamboł, w gminie Bolarowo. Według danych Narodowego Instytutu Statystycznego, 31 grudnia 2011 roku wieś liczyła 42 mieszkańców.

## Demografia
W 2005 roku grupa archeologiczna, której przewodniczyła Danieła Agre odkryła w mogile trackiej grób władcy trackiego, datowanego na IV w. p.n.e.

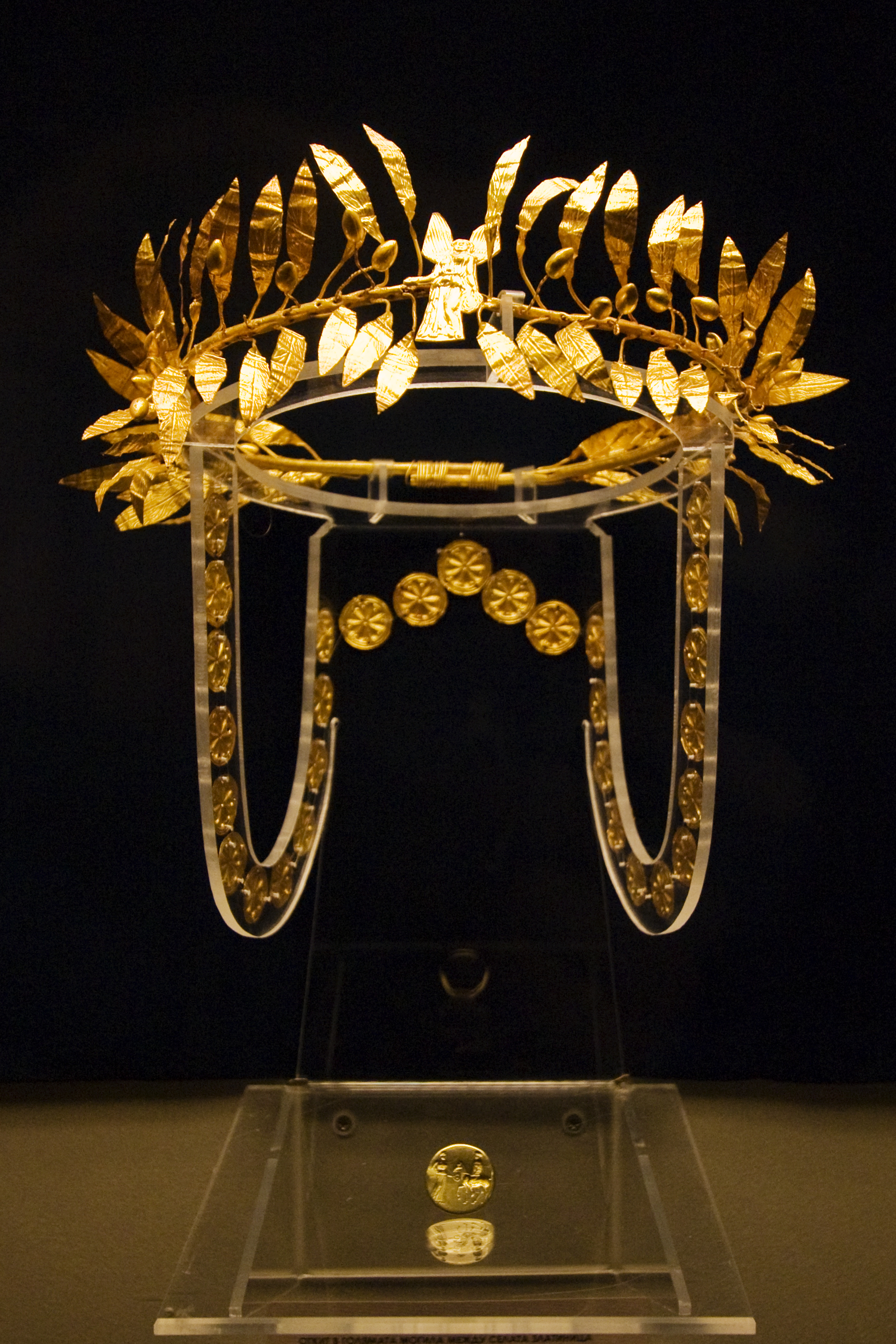
Ordyński złoty wieniec
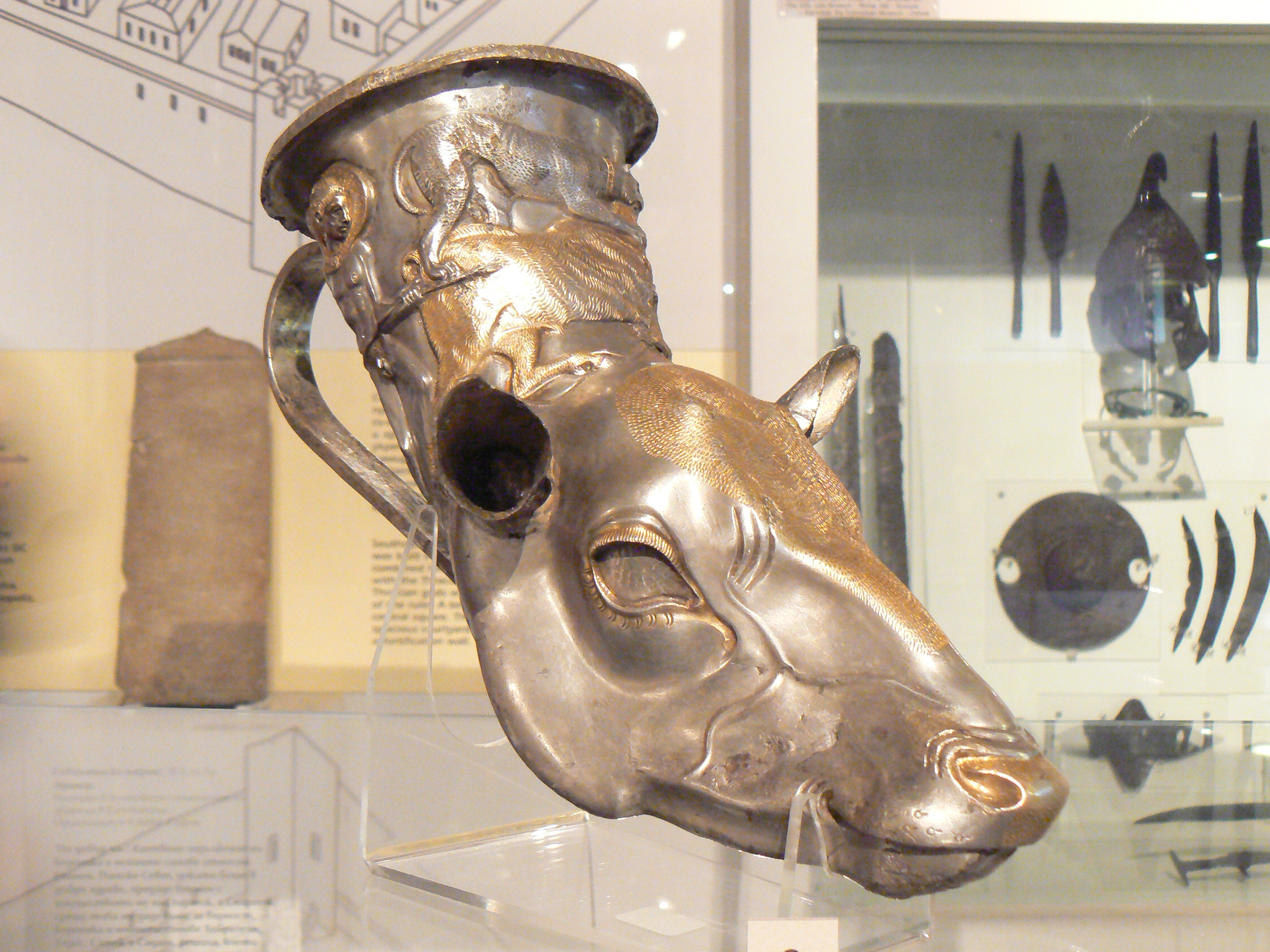
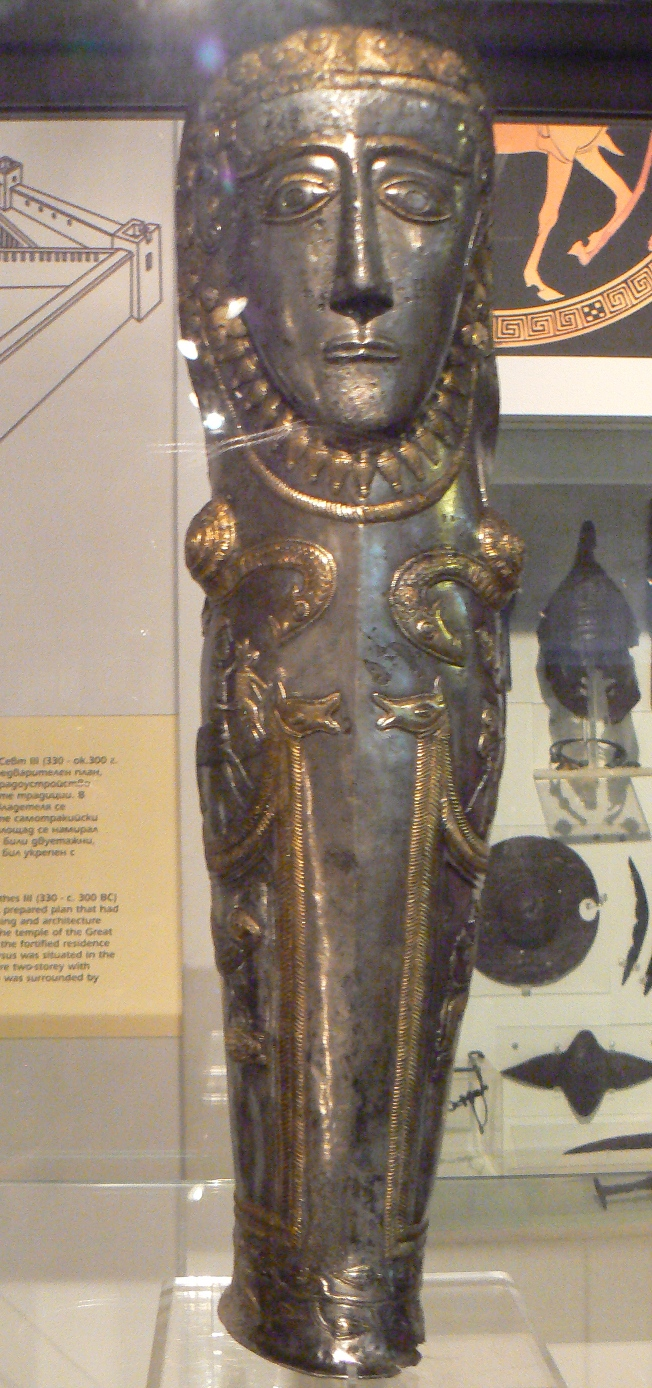
Srebrny pozłacany nagolennik